# Tuone Udaina

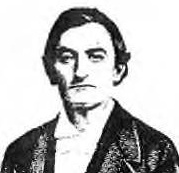
Tuone Udaina

Tuone „Barbur” Udaina (wł. Antonio Udina, ur. 1821? na wyspie Krk, zm. 10 czerwca 1898 tamże) – ostatnia znana osoba mówiąca w języku dalmatyńskim, wymarłym języku z grupy romańskiej używanym w średniowieczu na wybrzeżu Dalmacji i pobliskich wyspach: Cres, Krk i Rab. Posługiwał się jego północnym narzeczem (veklisuńskim/voljeto), charakterystycznym dla rodzinnego Krku (dalm. Vikla, wł. Veglia). Z zawodu był fryzjerem, od czego pochodził jego przydomek – Barbur, co po dalmatyńsku znaczy właśnie „fryzjer”.
Dalmatyński niezupełnie był ojczystym językiem Udainy. Nauczył się go w dzieciństwie, kiedy czasami porozumiewali się tak ze sobą jego rodzice, myśląc, że Tuone nie rozumie. Przed swoją śmiercią wyznał Matteo Bartoliemu, językoznawcy gromadzącemu na podstawie rozmów z nim wiedzę o dalmatyńszczyźnie: E-l mi tuota e la maja niena favlua cosaic, in veclisun, jali favlua ce jali kredua ce ju non kapaja, ma ju toč („Mój ojciec i moja matka tak mówili, po veklisuńsku, bo myśleli, że ja nie rozumiem, ale ja wszystko [rozumiałem]”).
Kiedy latem 1898 roku Udaina rozmawiał z Bartolim, nie używał już języka dalmatyńskiego od dwudziestu lat, niedosłyszał i nie miał zębów. Mimo to lingwiście udało się zapisać 2800 dalmatyńskich słów i rozmaite przygody, także z osobistego życia Udainy. Jego dwutomowe opracowanie Das Dalmatische stanowi najważniejsze źródło wiedzy o wymarłym języku.